# Animal cursorial
Animais cursoriais são corredores e apresentam membros delgados, porções distais compridas e estreitas, o que lhes permite maior sustentação, firmeza e manobrabilidade no chão por meio do impulso. Esta aquisição evolutiva permite ainda, corridas mais eficientes e descolamento por grandes distâncias. Metatarsos muito alongados são observados em roedores cursoriais (ratos-cangurus e ratos do deserto), nos coelhos (Lagomorpha) e cangurus (Diprodontia) com modo de locomoção saltatorial. Esta morfologia permite um 'efeito alavanca' para grandes impulsos durante o deslocamento cursorial [1].
O custo da locomoção em cursoriais corresponde ao número de passadas necessárias para que ele percorra uma certa distância. Um animal de membros longos cobrirá a distância em menos passadas do que um de membros curtos [2].. Membros longos também fornecem um braço de alavancada maior para os músculos locomotores, tais como o tríceps, nos membros peitorais, e o gastrocnêmico, nos pélvicos. Este arranjo favorece a velocidade do movimento em vez da potência.
Adicionalmente, os membros de mamíferos cursoriais são mais longos somente em certas porções, não em todos os segmentos. Eles alongaram, primariamente, as porções distais, o rádio e a ulna ou a tíbia e a fíbula e os metapodiais. O úmero e o fêmur não são alongados, nem as falanges. Junto ao alongamento dos membros, há uma alternação na postura dos pés, desde a postura primitiva, plantígrada, toda no chão, como no homem até uma postura digitígrada, com somente os dedos no chão, como em cães e gatos. Ressalta-se ainda a existência da postura ungulígrada, adotada por cavalos, rinocerontes, entre outros, que se caracteriza pelo apoio somente na ponta dos dedos [2].

## Biografia
1. CAMARGO, N. F.; GONÇALVES, R.G.; PALMA, A. R. T.. Variação Morfológica De Pegadas De Roedores Arborícolas E Cursoriais Do Cerrado. Rev. Bras. Zool. vol.25 no.4 Curitiba Dec. 2008.
2. POUGH, F. Harvey; JANIS, Christine M.; HEISER, John B. A vida dos Vertebrados. São Paulo: Atheneu Editora, 2003.